# Dąbrówka (Rawicz)
Pour les articles homonymes, voir Dąbrówka.
Dąbrówka (prononciation : [dɔmˈbrufka]) est un village polonais de la gmina de Rawicz dans le powiat de Rawicz de la voïvodie de Grande-Pologne dans le centre-ouest de la Pologne.
Il se situe à environ 7 kilomètres au nord-ouest de Rawicz (siège de la gmina et du powiat), et à 82 kilomètres au sud de Poznań (capitale régionale).

## Histoire
Dombrowka Konarzewo fait partie de 1815 à 1887 de l'arrondissement de Kröben puis jusqu'en 1920, de l'arrondissement de Rawitsch, dans le district de Posen de la province de Posnanie.
De 1975 à 1998, le village faisait partie du territoire de la voïvodie de Leszno.

Depuis 1999, Dąbrówka est situé dans la voïvodie de Grande-Pologne.